# Långtjärnen (Piteå socken, Norrbotten, 727692-171366)
Långtjärnen är en sjö i Piteå kommun i Norrbotten och ingår i Lillpiteälvens huvudavrinningsområde. Sjön har en area på 0,101 kvadratkilometer och ligger 283,1 meter över havet.

## Delavrinningsområde
Långtjärnen ingår i det delavrinningsområde (727735-171551) som SMHI kallar för Utloppet av Bänkerträsket. Medelhöjden är 327 meter över havet och ytan är 45,88 kvadratkilometer. Räknas de 16 avrinningsområdena uppströms in blir den ackumulerade arean 168,04 kvadratkilometer. Avrinningsområdets utflöde Lillpiteälven mynnar i havet. Avrinningsområdet består mestadels av skog (70 procent). Avrinningsområdet har 6,74 kvadratkilometer vattenytor vilket ger det en sjöprocent på 14,7 procent.